# 부천 초등학생 피살 사건
부천 초등학생 피살사건(富川初等學校被殺事件)은 2004년 1월 14일에 대한민국의 경기도 부천시에서 발생한 초등학생 살인 사건으로 사건 발생 2년 5개월 만인 2006년 6월에 범인을 밝혀냈다.

## 사건의 발단
경찰 수사 결과 2004년 1월 14일 오후 9시 24분에 대한민국의 경기도 부천시에 살던 윤기현 군(당시 11세, 초6)과 임영규 군(당시 10세, 초5)은 원미구 집 앞에서 윤군과 공놀이를 하던 임군이 수신자부담으로 전화를 걸어 여동생(9)한테 '엄마가 집 옆 PC방에 있다'는 얘기를 듣고 '엄마가 있는 PC방으로 가겠다'는 말을 남기고 둘의 행방이 끊겼다.
윤군이 이날 오후 7시경에 먼저 집을 나간 뒤 집에 있는 임군에게 전화를 걸어 밖에서 만났다는 것과, 이어서 오후 8시 26분께 임군이 집에서 300여 미터 떨어진 D아파트 앞 공중전화로 여 동생에게 집주위에서 놀다가 들어가겠다고 말했고, 오후 9시께는 담배를 피우기위해 집 밖으로 나왔던 윤군의 아버지가 집앞 공터에서 놀고 있는 윤군과 임군을 목격했다.
임군의 부모는 임군 동생의 전화를 받고 PC방에서 1시간 기다렸다가 오후 10시 38분께 PC방을 나왔다. 앞서 오후 9시45분께 임군의 친구가 합기도학원에서 운동을 마치고 귀가하다가 가톨릭대 정문부근 주택가 골목에서 어떤 성인 남자를 뒤쫓아가는 윤군 등 2명을 목격했다고 한다. 그리고 실종 16일 만인 1월 30일 경찰은 인근 야산에서 두 명의 초등생의 시체를 발견하였다.

## 수사 결과
수사 시작 2년 5개월 만인 2006년 6월에 범인을 밝혀냈다. 범인은 연쇄살인범 정남규(사건 당시 34세)로 "그냥 죽이고 싶어 죽였다"고 진술하였다.

## 같이 보기
- 정남규